# Das perfekte Geheimnis
Das perfekte Geheimnis ist eine deutsche Filmkomödie des Regisseurs und Drehbuchautors Bora Dagtekin aus dem Jahr 2019. Der Ensemblefilm ist ein Remake des italienischen Kinofilms Perfetti Sconosciuti (etwa „Völlig Unbekannte“) von Paolo Genovese aus dem Jahr 2016, der bereits in zahlreichen Ländern neuverfilmt wurde. Er handelt von sieben Freunden, die bei einem gemeinsamen Abendessen ihr Vertrauen auf die Probe stellen, indem sie sich darauf verständigen, alle auf ihren Mobiltelefonen eingehenden Nachrichten und Anrufe während des Essens mit den Anwesenden zu teilen.
Hergestellt wurde das tragikomische Kammerspiel von der Constantin Film Produktion. Dagtekin trat neben Lena Schömann auch als Produzent in Erscheinung. Die Dreharbeiten fanden zwischen Januar und März 2019 in München und Geretsried statt. Für die Besetzung konnten Karoline Herfurth, Elyas M’Barek, Florian David Fitz, Jella Haase, Frederick Lau, Jessica Schwarz und Wotan Wilke Möhring verpflichtet werden. Die deutschlandweite Veröffentlichung im Kino erfolgte am 31. Oktober 2019. Bei Kritikern stieß Das perfekte Geheimnis auf gemischtes Echo.

## Handlung
Das Ehepaar Eva und Rocco lädt seine Freunde zum Abendessen in seine Münchner Dachgeschosswohnung ein. Noch bevor die Gäste eintrudeln, kommt es zwischen Therapeutin Eva und ihrer Teenager-Tochter Sophie zum Streit, nachdem Eva in deren Tasche Kondome gefunden und sie zur Rede gestellt hat. Sophie, die auf dem Weg zu ihrem Freund Mike ist und zu ihrer kontrollsüchtigen Mutter ein zunehmend angespannteres Verhältnis hat, sieht sich von Eva abermals bevormundet. Vater Rocco, der zwischen den beiden vermitteln kann, beschäftigt unterdessen etwas ganz anderes: Während der Hobbykoch mit der Vorbereitung der Speisen zugange ist, erhält er freizügige Selfies einer Bekannten auf sein Handy. Eva, die ihren Mann seit Längerem im Stillen beobachtet, ist argwöhnisch, erfährt jedoch nichts davon.
Zunächst trifft das Paar Carlotta und Leo ein. Leo, der seine Karriere als Bauzeichner zugunsten seiner Frau, die seit der Geburt der gemeinsamen Zwillinge wieder in einer Werbeagentur arbeitet, auf Eis gelegt hat, hadert mit seinem Schicksal als Hausmann und Vollzeitvater. Carlotta fühlt sich hingegen in die zweite Reihe gedrängt: Zu ihren Kindern hat die Texterin, die meist spät bis in den Abend hinein arbeitet und nur selten zuhause ist, ein distanziertes Verhältnis. Begleitet werden die beiden von Bianca und Simon. Anders als Carlotta und Leo sind die Tierheilpraktikerin und der Lebenskünstler frisch verliebt und bemühen sich um einen vertrauensvollen Umgang miteinander. Bianca, die Jüngste im Bunde, hat Simons langjährige Freunde jedoch erst vor Kurzem kennengelernt und fühlt sich von den anderen gelegentlich belächelt.
Nachdem der Gymnasiallehrer Pepe ohne seine ebenfalls erwartete und vermeintlich kranke Freundin Anna eingetroffen ist und sein mitgebrachtes Teleskop zur Sichtung der für die Nacht angekündigten Mondfinsternis auf dem Balkon platziert hat, nimmt die Gruppe im Esszimmer Platz. Bei Roccos ungenießbarem Essen und reichlich Wein beginnen sie, ausgelassen über das Thema Ehrlichkeit zu diskutieren. Kurzerhand wollen sie ihr gegenseitiges Vertrauen auf die Probe stellen und lassen sich auf ein von Eva erdachtes Spiel ein: Jeder muss alle Aktivitäten, die über sein Smartphone laufen, mit den Anwesenden teilen. Während Carlotta und Bianca sich sofort von der Idee begeistert zeigen, stimmen die Männer dem Vorhaben nur zögerlich zu.
Was zunächst ein harmloses Spiel unter Freunden werden sollte, sorgt schnell für einen Eklat: Leo, der eine Affäre mit einer Spielplatzbekanntschaft hat, erwartet ein freizügiges Foto von dieser und bittet Pepe, mit ihm die Handys zu tauschen, um die Angelegenheit zu vertuschen. Als Leo im Gegenzug jedoch an Pepes Handy gehen muss, meldet sich Pepes Kontakt Hannes, dessen Zweideutigkeiten den anderen suggerieren, dass er mit Leo schlafe. Während Leos vermeintliche Bisexualität, die er aus Angst vor dem Bekanntwerden seiner eigentlichen Affäre bei seinen Freunden nicht abstreitet, auf Unverständnis stößt, fällt Carlotta aus allen Wolken und betrinkt sich. Als sie daraufhin eine eindeutige Voicemail von ihrer Kollegin erhält, sieht sie sich gezwungen, ein durch den Karrieredruck ausgelöstes Drogenproblem bei ihren Freunden einzugestehen.
Pepe löst die Farce auf, als er die Tauschaktion beichtet und den anderen seine über viele Jahre hinweg verheimlichte Homosexualität offenbart, für die er an seiner Schule von einem Vater diskriminiert wird und bei seinen Freunden Unverständnis erwartet hatte. Simon erhält unterdessen einen Anruf von seiner Kollegin, die ihm mitteilt, von ihm schwanger zu sein. Bianca ist von der Nachricht tief getroffen und bricht unmittelbar mit ihm. Eva, die mit Simon im Geheimen ebenfalls einer Affäre nachgeht, ohrfeigt ihn in Abwesenheit der anderen und tut es ihr gleich. Die Gäste verlassen daraufhin getrennt die Wohnung. Eva und Rocco, die allein zurückbleiben, suchen auf dem Balkon das Gespräch und versöhnen sich miteinander – jedoch ohne dem anderen von der eigenen Affäre zu berichten.
Einige Zeit nach dem Abendessen haben auch Leo und Carlotta wieder zueinander gefunden und sich darüber hinaus für einen Rollentausch entschieden: Während er einem Jobangebot nachgeht, kümmert sich Carlotta nun Vollzeit um die beiden Kinder. Um dem gekränkten Pepe ihre Freundschaft zu beweisen, verprügeln Rocco, Leo und Simon derweil den Vater von Pepes Schüler, der daraufhin einlenkt und den von ihm provozierten Konflikt beilegt. Die vier Jugendfreunde versöhnen sich und verreisen gemeinsam. Als unterwegs ein Klingeln ertönt, zückt Rocco ein altmodisches Zweithandy und bestätigt den anderen damit seine Affäre. Während Pepe, Leo und Simon versuchen, ihm raufend das Gerät zu entreißen, wirft Rocco das Mobiltelefon in die Isar.

## Produktion

### Idee und Drehbuch
Dagtekin und Schömann befanden sich noch mitten in den Vorbereitungen zu den Dreharbeiten von Fack ju Göhte 3 (2017), als ihnen angeboten wurde, eine Adaption für den deutschsprachigen Filmmarkt zu realisieren. Dagtekin, der nach der Fack ju Göhte-Trilogie auf der Suche nach einem erwachseneren Stoff für sein nächstes Projekt war, war von der Prämisse des Originals „sofort gefesselt“. Dagtekin, Schömann und Executive Producer Martin Moszkowicz von der Constantin Film schauten sich das italienische Vorbild an und sicherten sich unmittelbar danach die Rechte für eine deutsche Adaption des Stoffes. Erstmals fand das Projekt Erwähnung im August 2018, als Constantin Film bekanntgab, dass es 2019 einen neuen Spielfilm von Dagtekin geben werde.
Für Dagtekin, der bisher nur Originalideen zu Papier gebracht hatte, war Das perfekte Geheimnis die erste Adaption, die er realisierte. Für ihn stand jedoch bereits nach Sichtung des Originals fest, dass er Perfetti Sconosciuti nicht einfach nachdrehen, sondern explizit auf ein deutschsprachiges Publikum zuschneiden würde. So beschloss er, eine für ihn deutlich zeitgemäßere Interpretation von Beziehungen in den Fokus zu stellen und – anders als insbesondere das Original und viele seiner südeuropäischen Adaptionen – die Frauenfiguren zum einen moderner sowie die Männerfiguren zum anderen weniger machomäßig wirken zu lassen. Darüber hinaus ließ Dagtekin sich andere Enthüllungen und neue Konflikte für die Charaktere einfallen und bemühte sich um ein dialogisch pointiertes Drehbuch mit der Intention, aus Das perfekte Geheimnis in erster Linie eine Komödie zu machen. Variationen seiner Figuren erlaubte sich Dagtekin auch nach der Besetzung, um diese noch einmal explizit auf den Cast zuschneiden zu können.

### Besetzung
Anders als Perfetti Sconosciuti zeichnet sich Das perfekte Geheimnis durch eine jüngere und prominentere Besetzung aus, wobei Dagtekin mit vielen Schauspielern bereits früher gearbeitet hatte. So konnte für das Ehepaar Keschwari Casterin Daniela Tolkien die beiden Darsteller Elyas M’Barek und Karoline Herfurth verpflichten, die bereits in den Fack-ju-Göhte-Filmen als Paar aufgetreten waren, auch die daraus bekannte Jella Haase stieß hinzu. Ihre Rollen schrieb Dagtekin ihnen quasi auf den Leib. Frederick Lau hatte mit Dagtekin und Schömann bereits bei der Spielfilmadaption Türkisch für Anfänger (2012) zusammengearbeitet, während Florian David Fitz in der von Dagtekin geschriebenen Arztserie Doctor’s Diary (2007 bis 2010) vor der Kamera gestanden hatte.
Jessica Schwarz und Wotan Wilke Möhring empfahlen sich beim Vorsprechen während des Castings für die Rolle des Ehepaars Koch. Schwarz, die bis dahin meist positive Charaktere verkörpert hatte und ihre Rolle der Eva als „Antagonistin des Films“ bezeichnete, gestand ein, zunächst mit der Figur gekämpft zu haben, wurde jedoch in Gesprächen mit Dagtekin bei ihrer Rollenfindung maßgeblich unterstützt. Ihre Filmtochter Sophie konnte mit Emily Kusche besetzt werden, die Möhrings Tochter bereits in Christian Alvarts Actionfilm Steig. Nicht. Aus! (2018) verkörpert hatte und darüber hinaus die Tochter von Frank Kusche ist, der bei Dagtekins früheren Filmen als Regieassistent tätig gewesen war. Ebenfalls im Nebencast zu sehen ist Adriana Altaras, die Leos Mutter spielt. Kurze Cameo-Auftritte haben darüber hinaus Katja Riemann, Alexandra Maria Lara, Julia Koschitz, Anna Maria Mühe, Max von der Groeben, David Schütter und Kida Khodr Ramadan, die als Telefonstimmen in Erscheinung treten.

### Dreharbeiten

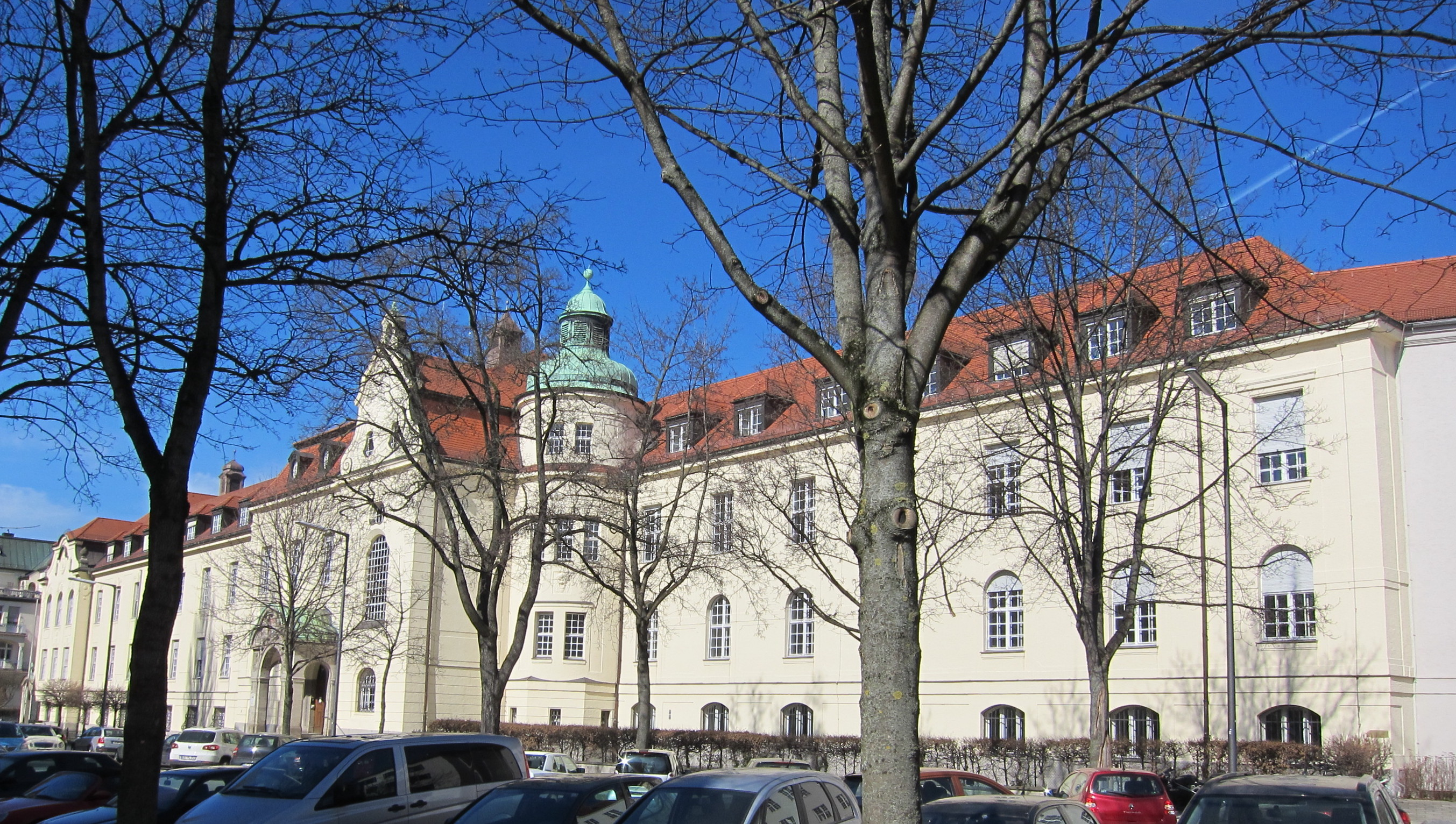
Als Dreh- und Spielort von Das perfekte Geheimnis fungierte die Holbeinstraße in München.

Das perfekte Geheimnis wurde von der Constantin Film produziert. Dagtekin und Schömann fungierten auch als Produzenten. Nicole Springstubbe trat als Producerin in Erscheinung; die Herstellungsleitung oblag Christine Rothe. Finanzielle Produktions- und Verleihförderung erhielt die Komödie vom FilmFernsehFonds Bayern (FFF), dem Medienboard Berlin-Brandenburg (MBB), der Filmförderungsanstalt (FFA) und dem Deutschen Filmförderfonds (DFFF). Die Dreharbeiten begannen am 18. Januar und wurden am 28. März 2019 abgeschlossen. Schömann empfand vor Drehbeginn vor allem die Aufgabe, die Drehpläne der gefragten Besetzung aufeinander abzustimmen, als größte Herausforderung. Da das Kammerspiel einforderte, dass alle sieben Darsteller jeden Tag am Set sein mussten, war es kaum möglich, Sperrzeiten einzuplanen, in denen sie für andere Projekte zur Verfügung hätten stehen können.
Das Hauptmotiv des Films, Roccos und Evas Münchner Altbauwohnung, wurde eigens für die Dreharbeiten auf einer Bühne im Studio 12 der Bavaria-Filmstudios in München errichtet. Ursprüngliche Pläne, in einem echten Altbau zu drehen, waren in Anbetracht der für die Herstellung benötigten Wohnungsgröße sowie der fehlenden Verfügbarkeit im Großraum München im Vorfeld verworfen worden. Dagtekin benannte die Möglichkeit, das Gros des Films tageszeit- und wetterunabhängig unter Einfluss von künstlichem Licht im Studio drehen zu können, als „echten Luxus“. Um die Schauspieler in ihrem Spiel zu unterstützen, entschied Dagtekin sich dazu, die Dreharbeiten wie ein Theaterstück auszugestalten und weitestgehend chronologisch zu drehen. Hinzu kamen ausführliche Proben von 40 bis 80 Minuten zu Beginn der Drehtage. Auf die Aufnahmen in den Bavaria Filmstudios folgten zusätzliche Drehtage an diversen Münchner Außenmotiven, darunter die Holbeinstraße, in der die Altbauwohnung der Kochs angesiedelt ist, und die Habsburgerstraße. In Geretsried im Landkreis Bad Tölz-Wolfratshausen inszenierte Dagtekin die Eröffnungsszene des Films, die jüngere Versionen der Hauptdarsteller bei einem Lagerfeuer an der Isar vor 25 Jahren im Jahr 1994 zeigt.

### Szenenbild und Filmmusik
Um Geschwindigkeit und Rhythmus generieren zu können, filmte Dagtekin vergleichsweise viel Material in einer Vielzahl Einstellungen und Achsen. Da alle sieben Hauptrollen in fast jeder Szene zu sehen sind, wollte er sich so die Möglichkeit offen halten, beim Schnitt jederzeit den Schwerpunkt auf eine der sieben Rollen legen zu können. Die Kamera übernahm Moritz Anton, mit dem Dagtekin ebenfalls bereits bei Fack ju Göhte zusammengearbeitet hatte. Gemeinsam entschieden sie sich „für einen zeitlos klassischen, aber auch modernen und einladenden Look“, der ein komplexes und aufwendig gestaltetes Lichtkonzept einforderte, welches die Atmosphäre bei den Dreharbeiten durch bestimmte Lichtsituationen maßgeblich beeinflusste. Um die erwachsenere Inszenierung des Films zu unterstreichen, setzten Christian M. Goldbeck und Waleska Leifeld und deren Crew darüber hinaus auf gedeckte und pastellige Farben bei der Ausstattung, die in starkem Kontrast zu den bunten Szenenbildern der Fack ju Göhte-Filme stehen sollten.
Ebenfalls anders als bei Fack ju Göhte beschlossen die Filmemacher, eingehende SMS- oder WhatsApp-Nachrichten nicht in das laufende Kinobild einzublenden. Dagtekin befand, dass Animationen zu Lasten der Authentizität gingen und dem Zuschauer eine größere Nähe zum Freundeskreis suggeriert würde, wenn er – wie alle anwesenden Figuren – zunächst nur über die Reaktionen der lesenden Charaktere erahnen könne, was das Display gerade zeige. Bilder des Blutmonds, der während der Handlung eintritt, entstammen Aufnahmen der Mondfinsternis vom 27. Juli 2018. Im Film sind Aufnahmen aus Kairo und Kapstadt zu sehen, die extra für Das perfekte Geheimnis gemacht wurden. Für den eigens für den Film komponierten Score von Egon Riedel, Simon Heeger und Christian Vorländer wurde ein zurückhaltendes, subtiles Konzept verfolgt, das lediglich begleitend auf die Dialoge einwirken sollte. Großen Wert legte man auch auf die individuellen Geräusche und Klingeltöne der jeweiligen Figuren.

## Rezeption

### Kritik
Wolfgang Höbel vom Spiegel befand, dass Das perfekte Geheimnis eine „oft sehr komische Komödie“ sei, die „auch noch kluge Digitalkritik“ übe. Für ein „Unterhaltungsprodukt mit der Anmutung eines Werbeclips“ präsentiere der „Aufklärungsfilm eine überraschende Botschaft“, die mit „erstaunlichen didaktischen Absichten“ einhergehe, an der ansonsten „erheiternden Wirkung“ jedoch nichts ändere. Dagtekin gelängen vor allem dann „schöne Momente“, wenn „er sich weniger um die (meist sexuellen) Nöte und Heimlichkeiten der Beteiligten schert, sondern mehr um die Enttäuschung, die aus den kleinen Lügen unter Freunden und Liebespartnern entsteht“.

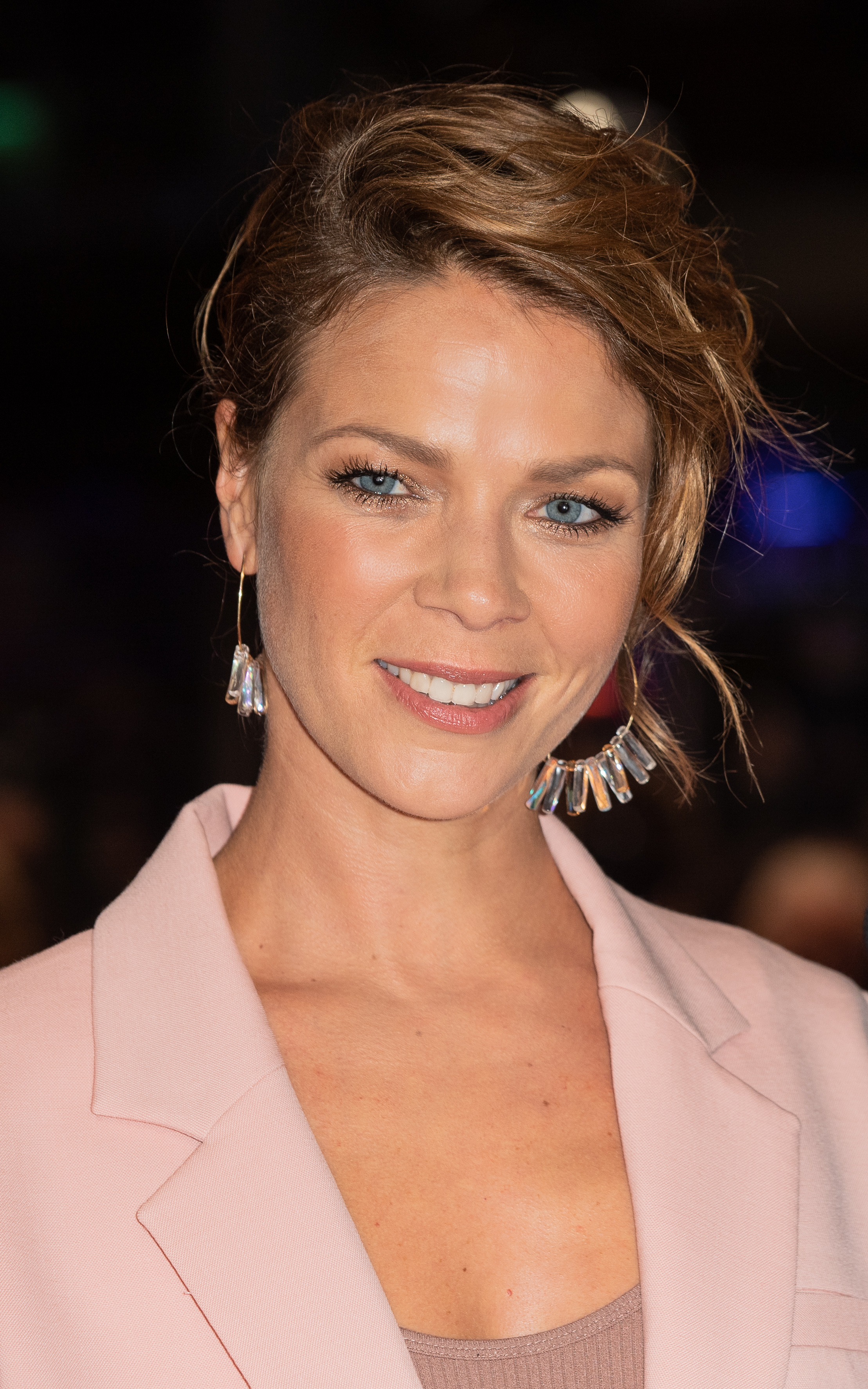
Kritiker bewerteten das Ensemble um Jessica Schwarz überwiegend positiv.

 Margret Köhler von der Abendzeitung bezeichnete die Produktion als „nicht immer klischeefreies Kammerspiel“, das oft an Doris Dörries Drama Nackt (2002) erinnere und dessen Entblößung „auf emotionaler Ebene, und da umso heftiger“ funktioniere. Gewagt sei Dagtekins „Herangehensweise an homophobes Verhalten und die platten Uralt-Vorurteile“, mit denen sich die Figur Simon „als Spießer“ oute. „Zugespitzte Dialoge und skurriler Wortwitz beim Small Talk, Situationskomik und Screwball-Elemente“ träfen hingegen ins Schwarze. „Allein den super-aufgedrehten Schauspielern“ schaue man gerne zu – auch wenn die Bissigkeit des Films am Ende der Banalität weiche.
Feuilleton-Redakteurin Julia Bähr schrieb in ihrer Kritik in der Frankfurter Allgemeinen Zeitung, das Szenario des Films sei „so verlockend, simpel und gleichzeitig spannend, dass es ganz sicher Freundeskreise gibt, die es selbst ausprobieren werden“. Wer im Film welches Geheimnis habe, sei „dabei gar nicht besonders interessant“ – die wahre Spannung entstehe „durch das gegenseitige Misstrauen, durch die bösen Blicke, durch die gezischten Bemerkungen“. Vor allem Karoline Herfurth lasse sich in ihrem „Spiel wunderbar gehen. Doch obwohl reichlich Geheimnisse aufgedeckt werden, fehlen diesem Kammerspiel die menschlichen Abgründe“.
Filmstarts-Rezensent Christoph Petersen verglich die Produktion mit Sönke Wortmanns Der Vorname (2018) und urteilte, dass Das perfekte Geheimnis „trotz konstruierter Wendungen und wenig natürlicher Dialoge […] lange Zeit zumindest mäßig unterhaltsam“ sei. Dass man „sich das trotzdem noch ganz gut angucken kann“, liege „vor allem am hochkarätigen Ensemble, aus dem sich allerdings auch niemand nachhaltig“ herausspiele. Kritik übte Petersen vor allem an Dagtekins Entscheidung zu einem „extra hingebogenen Wohlfühlende, das den ganzen Film auf der Zielgerade regelrecht ad absurdum“ führe und als „zahnlos“ entpuppe. Weiter bezeichnete Petersen den Film aufgrund seines vom italienischen Original abweichenden Schlusses als „banales Boulevardstück mit einer ziemlich fragwürdigen Moral.“
An dieser stieß sich auch YouTube-Filmkritiker Dominik Porschen: „Hier wird einfach Wohlfühlzucker drüber geschüttet.“ Er bemängelte Dagtekins Umgang mit der Homophobie mehrerer seiner Figuren, der sich von der Vorlage unterscheidet, und befand: „Dieser Film hat mich persönlich verletzt.“ Ebenso nahm Sidney Schering Anstoß daran, wie Dagtekin die Doppelmoral der Figuren auflöst. Dem Film lasse sich „ein verklemmtes, regressives, von Homophobie durchzogenes und staubiges Weltbild“ vorwerfen. „Gäbe es nicht Florian David Fitz, der diesem Stoff sein mimisches Herzblut schenkt, Das perfekte Geheimnis wäre der ärgerlichste Film des Jahres.“ Wolfgang M. Schmitt von Die Filmanalyse stellte den Film im Gegensatz zur italienischen und französischen Version als „frauen- und schwulenfeindlich“ heraus.
Kerstin Decker vom Tagesspiegel befand, dass die Ausgangslage des Films nicht sonderlich komisch sei und Das perfekte Geheimnis eher wie eine „Verwechslungskomödie von vorvorgestern fürs digitale Zeitalter“ wirke. Dem Film fehle Dagtekins „anarchischer Witz“ aus früheren Produktionen wie Türkisch für Anfänger und er zeige mehr Lacher auf der Leinwand, als er im Publikum generieren könne. Er sei ein „Exerzitium, aber kein gelungenes“ und unterstreiche wieder einmal, dass „das Genre Andere-Leute-essen-und-wir-schauen-zu […] noch nie zu den dankbarsten des Kinos“ gezählt habe. Einzig die „Eigendynamik der Entgleisung eines Abends bekommt mitunter fast etwas Eindringliches“.

### Einspielergebnis
Den ersten Teaser zum Film veröffentlichte Constantin Film am 18. August 2019. Die Premierenaufführung fand am 21. Oktober 2019 im Mathäser-Filmpalast in München statt. Die Freigabe zur öffentlichen Veröffentlichung erfolgte am 31. Oktober 2019. Presseberichten zufolge zählte Das perfekte Geheimnis bereits nach Ende des ersten Vorführwochenendes mehr als eine Million Besucher. Der Produktion gelang damit der erfolgreichste Kinostart eines deutschen Films im Jahr 2019. Insgesamt konnte die Komödie mehr als über 5 Millionen Kinobesucher verzeichnen. Das Einspielergebnis in Deutschland belief sich auf rund 44 Millionen Euro. In den deutschen Kinojahrescharts 2019 avancierte der Film hinter den US-amerikanischen Produktionen Die Eiskönigin II (2019), Der König der Löwen (2019) und Avengers: Endgame (2019) zum viertmeistgesehenen Kinospielfilm des Jahres.

## Auszeichnungen
2019 wurde Das perfekte Geheimnis mit dem Bambi in der Kategorie „Film National“ ausgezeichnet. Im Jahr darauf befand sich Dagtekins Regiearbeit in der Vorauswahl zum Deutschen Filmpreis 2020, blieb aber bei Bekanntgabe der regulären Nominierungen unberücksichtigt. Dennoch wurde Das perfekte Geheimnis mit dem Sonderpreis als „Besucherstärkster Film“ ausgezeichnet.
Im Rahmen der Romyverleihung 2020 wurde die Produktion mit dem Preis der Akademie gewürdigt. Dagtekin und Schömann wurden in ihrer Funktion als Produzenten bei der Verleihung des 41. Bayerischen Filmpreises ferner mit dem Produzentenpreis prämiert. Das perfekte Geheimnis war auch in der Kategorie „Publikumspreis“ nominiert, unterlag jedoch Ed Herzogs Leberkäsjunkie (2019).

## Theater

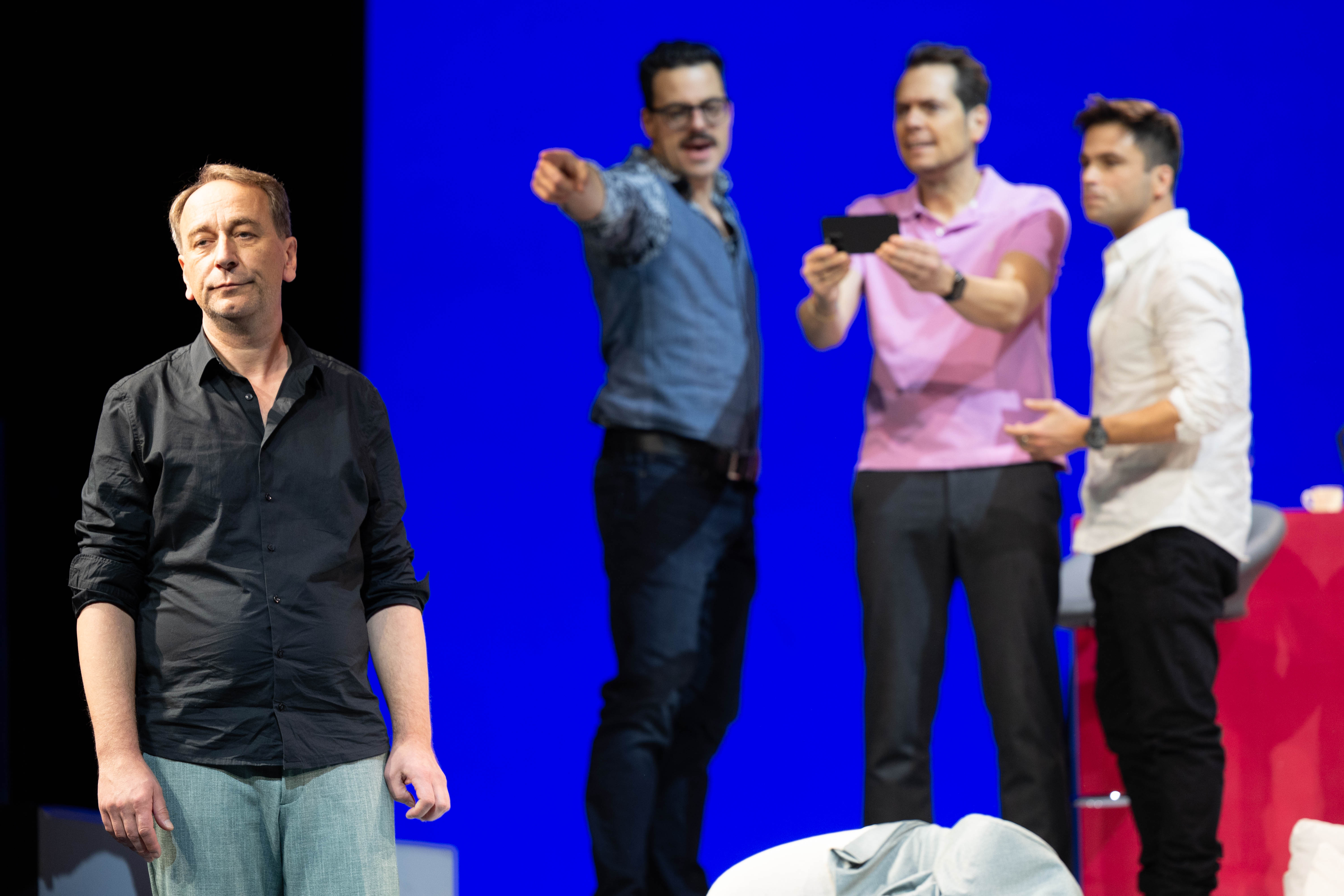
Inszenierung Komödie am Kurfürstendamm (2023)

Der Filmstoff kam auch als Komödie auf die Bühne. Das Theaterstück orientiert sich am italienischen Originalfilm von Paolo Genovese. Die deutschsprachige Erstaufführung in der Fassung von Sabine Heymann fand am 23. Oktober 2021 unter der Regie von Folke Braband in den Kammerspielen der Josefstadt in Wien statt.
Am 18. Mai 2022 wurde Das perfekte Geheimnis erstmals in Deutschland im St. Pauli Theater in Hamburg unter der Regie von Ulrich Waller aufgeführt. Die Schweizer Erstaufführung fand am 21. August 2022 am Theater an der Effingerstrasse in Bern statt; Regie führte Alexander Kratzer.